# بلغاريا في الحرب العالمية الأولى

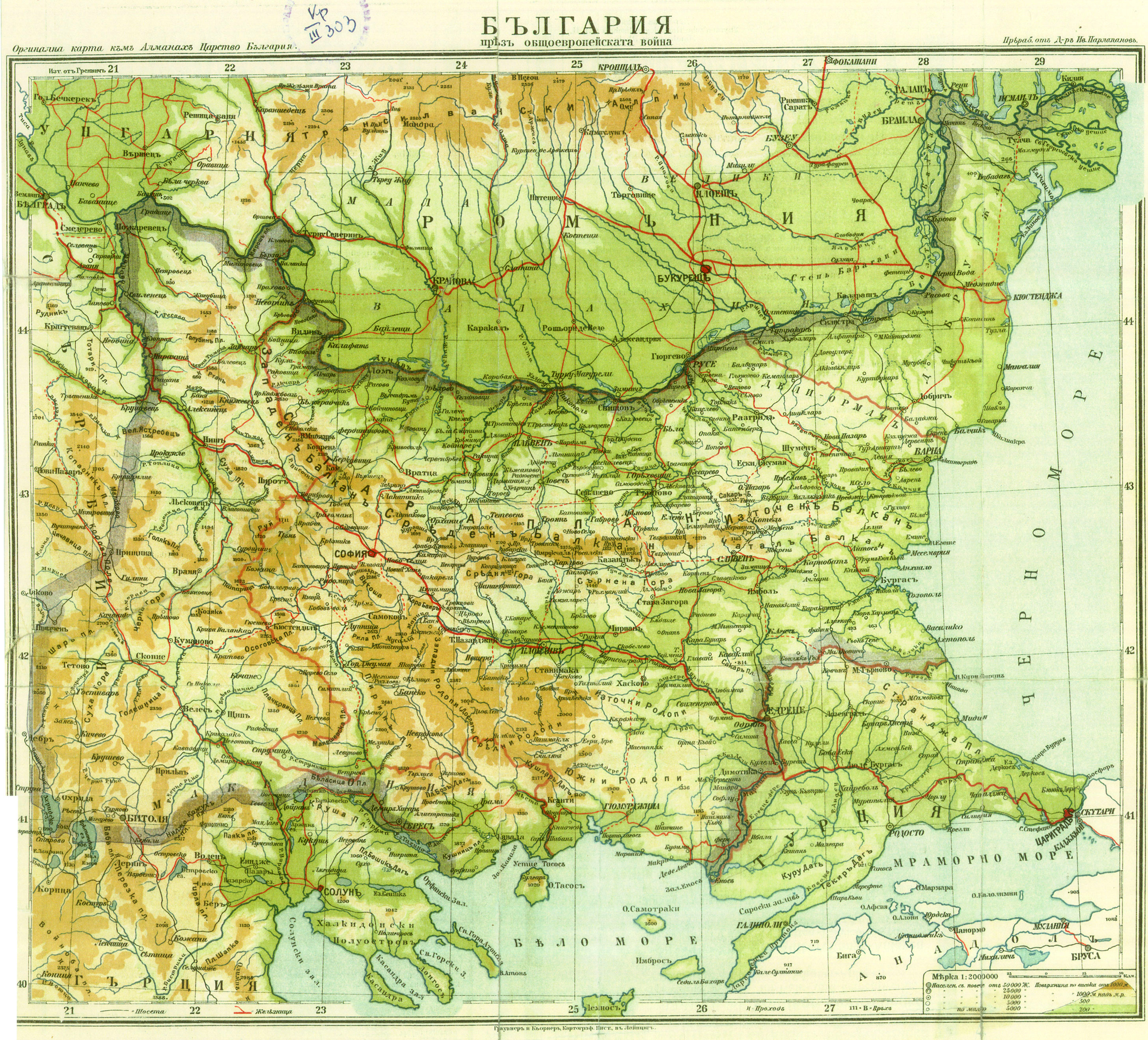
الحملات العسكريّة البلغاريّة إبّان الحرب العالميّة الأولى تظهر فيها الحدود بما فيها من مناطق محتلة

شاركت مملكة بلغاريا في الحرب العالمية الأولى في صف دول المركز بداية من 14 أكتوبر عام 1915، عندما أعلنت الحرب على مملكة صربيا، وحتى 30 سبتمبر عام 1918، عندما دخلت هدنة سلانيك حيز التنفيذ.
بعد انقضاء حروب البلقان في عامي 1912 و1913، عُزلت بلغاريا دبلوماسيًا، وصارت محاطة بجيران معادية لها، وحُرمت من تأييد أي دولة من الدول كبرى. إذ تزايدت الآراء المعادية لبلغاريا ولا سيما من جانب فرنسا والإمبراطورية الروسية، حيث ألقى المسؤلون باللوم على بلغاريا بسبب تفكك اتحاد البلقان –وهو تحالف مُكون من دول البلقان للتصدي للإمبراطورية العثمانية. أدت هزيمة بلغاريا في حرب البلقان الثانية عام 1913 إلى ظهور نزعة انتقامية في السياسة البلغارية الخارجية.
عندما اندلعت الحرب العالمية الأولى في شهر يوليو عام 1914، أعلنت دولة بلغاريا، التي كانت لا تزال تتعافى من الأضرار الاقتصادية والديموغرافية التي ألحقتها حروب البلقان، عن حياديتها. تميزت بلغاريا بموقع استراتيجي جيد ومؤسسة عسكرية قوية، ولذلك كانت حليفًا مرغوبًا فيه من كلى جانبي الحرب، ولكن الوفاء بمطامعها الإقليمية آنذاك كان أمرًا عسيرًا، فقد كانت بلغاريا تطالب بالحصول على أربع دول من دول البلقان. ومع تطور أحداث الحرب صارت دول المركز المتمثلة في الإمبراطورية النمساوية المجرية والإمبراطورية الألمانية في وضع أفضل للوفاء بمطالب بلغاريا، وبناء على ذلك دخلت بلغاريا الحرب في صف دول المركز، وغزت مملكة صربيا في سبتمبر 1915.
على الرغم من أن بلغاريا كانت أصغر دولة مركزية في الحرب، إلا أنها قدمت مساهمات حيوية لجهود الحرب المشتركة. فقد حسمت بلغاريا هزيمة صربيا، وعرقلت أهداف رومانيا، وحفزت جهود العثمانيين العسكرية عن طريق تزويدهم بطرق وسكك حديدية من ألمانيا إلى إسطنبول.
شهدت ساحة الحرب البلقانية حملات ناجحة من التقدم السريع للقوى المركزية في عامي 1915 و1916، ولكن الوضع تحول إلى حرب خنادق استنزافية على جبهتي الحرب البلغارية الشمالية والجنوبية بعد أن حققت بلغاريا معظم أهدافها. ألحقت تلك الفترة من الحرب المزيد من الضرر باقتصاد بلغاريا، مما أدى إلى نقص الموارد وتدهور صحة الجنود ومعنوياتهم. على الرغم من نجاح بلغاريا في تحقيق مطامعها، فقد عجزت عن الخروج من تلك الحرب المضنية، مما أضعف عزيمتها على الاستمرار في القتال. اشتدت تلك الإجهادات بمرور الزمن، وفي سبتمبر 1918 تمكنت جيوش الحلفاء المتمركزة في اليونان من اختراق جبهة مقدونيا خلال حملة فاردار. سقط جزء كبير من الجيش البلغاري، وتبع ذلك عصيان علني بعد إعلان القوات البلغارية المتمردة عن قيام جمهورية رادومير. لم تجد بلغاريا مهربًا إلا السعي وراء السلام، ولذلك طلبت عقد هدنة بينها وبين الحلفاء في 24 سبتمبر 1918، ووافق عليها الحلفاء بعد خمسة أيام. وبذلك اضطرت بلغاريا إلى مواجهة كارثة وطنية أخرى في غضون خمس سنوات فقط. تحمل التسار فرديناند الأول مسؤولية الأحداث، ثم تنازل عن عرشه لصالح ابنه بوريس الثالث في الثالث من أكتوبر.
انتهت مشاركة بلغاريا في الحرب بعد عقد معاهدة نويي في عام 1919. وتضمنت شروط المعاهدة إعادة جميع الأراضي المحتلة، والتنازل عن بضعة أراضي إضافية، ودفع تعويضات حرب باهظة.

## خلفية تاريخية

### حربا البلقان

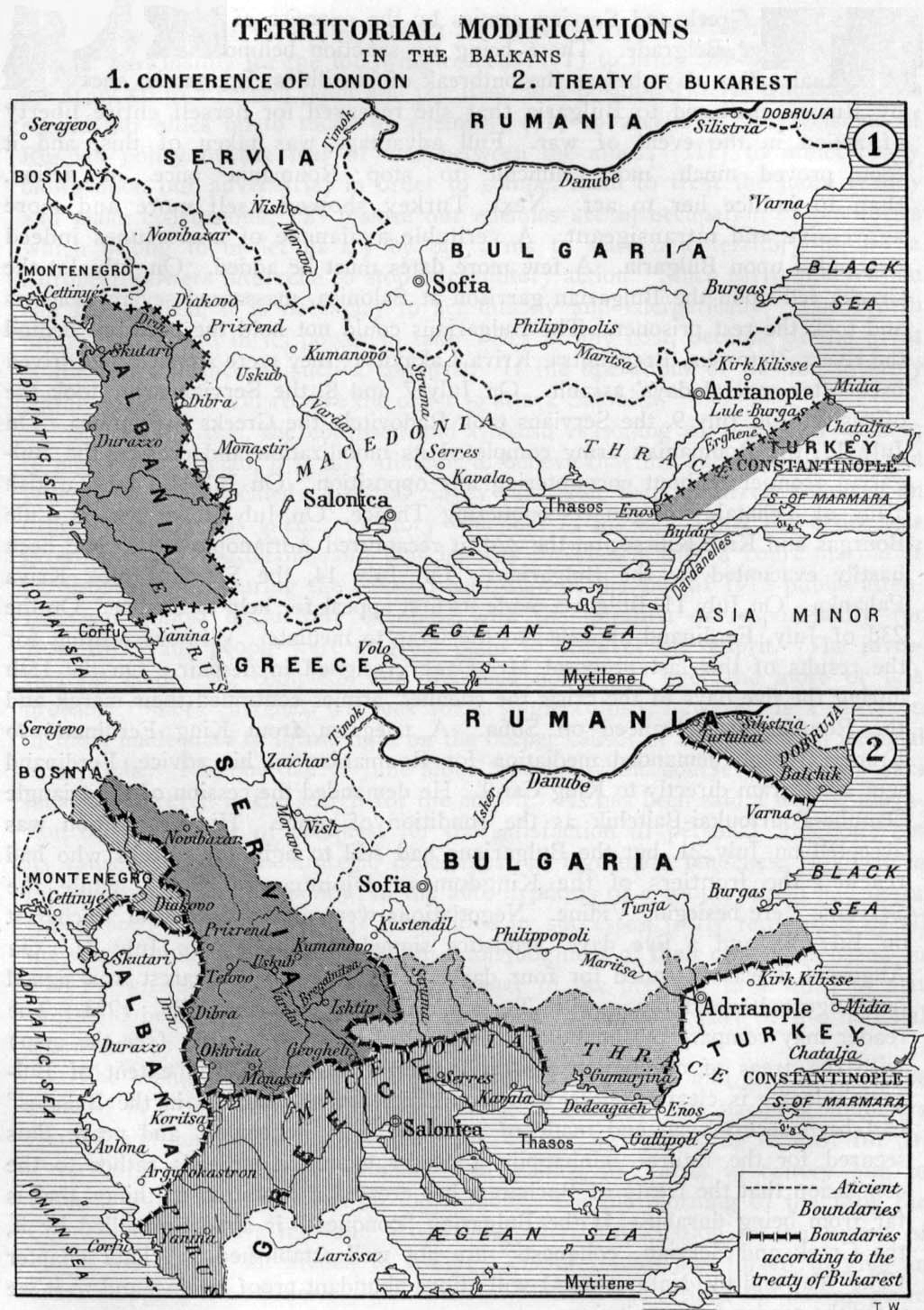
خريطة توضح التغيرات التي طرأت على التبعية السيادية التي أعقبت حربا البلقان الأولى والثانية.

تحولت بلغاريا بعد استقلالها عن حكم الإمبراطورية العثمانية بتاريخ 22 سبتمبر عام 1908 إلى مملكة، وتقلد الأمير فرديناند البلغاري لقب قيصر (تسار). وعقب ذلك اهتمت بلغاريا بوحدتها الوطنية عن طريق توجيه جهودها نحو ضم أراضي الدولة العثمانية التي يسكنها البلغار إليها.
ولتحقيق هذا الهدف تواصلت حكومة بلغاريا بقيادة رئيس الوزارء إيفان جيشوف مع حكومات بلاد البلقان الأخرى أملًا في إنشاء تحالف موجه ضد العثمانيين. وبلغت الجهود ذروتها بعد التوقيع على سلسلة من المعاهدات الثنائية التي اُختتمت عام 1912 بتشكيل اتحاد البلقان. وبحلول صيف نفس العام وهنت قبضة العثمانيين على ولايات البلقان بسرعة شديدة في ألبانيا ومقدونيا بصفة خاصة حيث نشبت عدة تمردات شعبية علنية على الحكم العثماني. ولذلك قرر الحلفاء استغلال وضع الدولة العثمانية وأعلنوا عليها الحرب في أكتوبر 1912.
بدأت أول مراحل حرب البلقان الأولى بانتصارات حاسمة للحلفاء في كلٍ من تراقيا ومقدونيا. وفي غضون شهر واحد تقهقر العثمانيون أمام البلغاريين حتى وجدوا أنفسهم على بعد 40 كيلو متر من إسطنبول، وخسروا خسارة فادحة أمام الصرب واليونانيين. عُقدت هدنة استمرت فترة قصيرة بدون الوصول إلى حل للنزاع حتى استُؤنف القتال من جديد في يناير 1913. حاول العثمانيون شن حملة مضادة كبرى ولكنهم هُزموا أمام البلغاريين الذين استولوا بدورهم على حصن أدريانوپل في مارس وأجبروا العثمانيين في النهاية على تقبل الهزيمة والعودة لمنضدة السلام. بينما كانت بلغاريا تحارب ظهر تحد آخر من الشمال: طالبت رومانيا ببعض التعويضات الإقليمية في مقابل التزامها الحياد خلال الحرب. عُقد اجتماع في سانت بطرسبرغ لحل هذا النزاع عن طريق إهداء بلدة سيليسترا إلى رومانيا، ولكن هذا القرار أغضب كلى البلدين وزرع فيهما بذور العداوة بينهما.
اُختتمت الحرب رسميًا بتوقيع معاهدة لندن في عام 1913 التي منحت جميع أراضي الدولة العثمانية غرب الخط الواصل بين ميناء ميديا وإينوس (باستثناء ألبانيا) إلى الحلفاء.

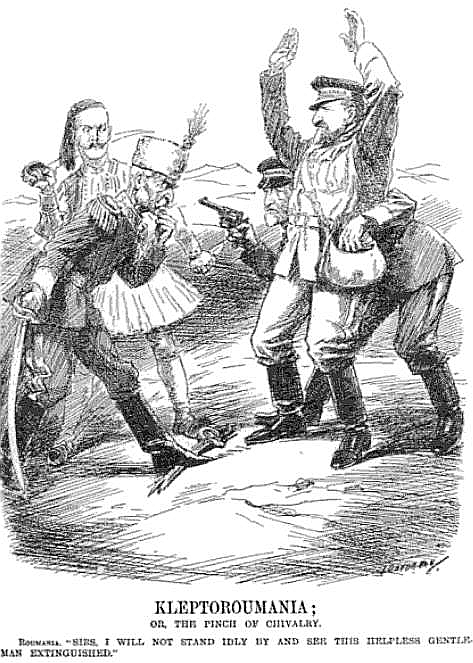
رسم كرتوني من مجلة "بانش" يصور حرب البلقان الثانية.

عجزت المعاهدة عن تقديم بنود واضحة بشأن كيفية تقسيم أراضي العثمانيين السابقة على الدول المنتصرة، وهو الأمر الذي أدى إلى تفكك اتحاد البلقان. تنبأ جيشوف بهذه الخاتمة التي أشارت إلى إخفاقه في إنشاء تحالف دائم موجه ضد الإمبراطورية العثمانية، واستقال من منصبه كرئيس وزراء. ثم عُين خلفًا له رئيس الوزراء المتعصب ستويان دانيف. لم تكن الحكومة الجديدة على استعداد بالتنازل عن المطالبة بمقدونيا، وكذلك كان الحال مع صريبا واليونان اللتان انزعجا من إنشاء دولة ألبانيا. أما روسيا، التي كان يُنظر إليها كنصير لاتحاد البلقان، فلم تتمكن من السيطرة على الوضع وتسوية النزاعات بين الحلفاء. اعتبرت بلغاريا فشل الدبلوماسية الروسية، والاتفاق الودي بين روسيا وفرنسا وبريطانيا العُظمى نصرًا لها، إذ أنها كانت تسعى وراء عرقلة وحدة دول البلقان. وفي يونيو طلب رئيس أركان الحرب البلغاري من الحكومة الجديدة أن تتخذ إجراءات حازمة أو أن تعلن عن بدء التعبئة في غضون 10 أيام. أبدى كبار المقدمين البلغاريين قلقهم بشأن التحالف الجديد بين صربيا واليونان، وتصاعد القلق في أوساط الجيش البلغاري الذي لم ينفك يحارب في ميادين القتال منذ سبتمبر 1912. كان دانيف يستعد للذهاب إلى روسيا بينما كان القيصر فرديناند والفريق أول ميخائيل سافوف يحاولان الوصول لحل للمشكلة، وبناءً عليه قرر سافوف استعراض قوة بلغاريا أمام صربيا واليونان والتحالف الودي بإرسال جيشان من جيوش بلغاريا لمهاجمة مقدونيا وتوطيد قبضتهم عليها في السادس عشر من يونيو. وبعدها بأكثر من يوم كامل أمر دانيف أن يتوقف سافوف عن القتال، وامتثل الأخير إلى هذا الأمر على الرغم من أوامر القيصر باستمرار الهجوم. أما صربيا واليونان فقد انتهزا تلك الفرصة وأعلنا الحرب على بلغاريا. وكذلك همت رومانيا بغزو بلغاريا بعدما أفطنت إلى فرصتها للفوز بإقليم دبروجة الجنوبية. لم تواجه القوات الرومانية أي مقاومة تُذكر، وتبعتها الدولة العثمانية بعد وقت قصير ونجحت في استعادة تراقيا الشرقية.
أدى نشوب حرب البلقان الثانية إلى تدهور العلاقات بين بلغاريا وروسيا وإلى سقوط حكومة دانيف وسط أنباء هزيمة بلغاريا في ساحة المعركة. تقلد ائتلاف حكومي ليبرالي بزعامة فاسيل رادوسلافوف جديد زمام الأمور، وبدأ على الفور في السعي وراء حل دبلوماسي للأزمة بمساعدة ألمانيا والإمبراطورية النمساوية المجرية. لم تجدي المساومات نفعًا مع صربيا واليونان، ولكن رومانيا وافقت على بدء محاورات السلام في بوخارست بعدما عرضت بلغاريا التنازل عن دبروجة الجنوبية. وفي الوقت ذاته نجح الجيش البلغاري في السيطرة على الوضع على الجبهة الصربية اليونانية وإتخاذ وضع الهجوم. هددت القوات البلغارية بمحاصرة الجيش اليوناني بأكلمه، ولكن نظرًا إلى وجود الجيش الروماني على مقربة من العاصمة صوفيا، واستعداد العثمانيين إلى غزو جنوب شرق بلغاريا بأكملها، وافقت جميع الأطراف المتخاصمة على عقد هدنة في يوليو 1913.
استؤنفت محاورات السلام في بوخارست بعد توقف الأعمال العدوانية. ووجد الوفد البلغاري نفسه في عُزلة تامة، إذ لم يقف في صفه إلا وفدي الإمبراطورية الروسية والإمبراطورية النمساوية المجرية اللذان اضطراه إلى الموافقة على شروط أعدائه التعسفية والتوقيع على معاهدة بوخارست عام 1913. ألزمت المعاهدة بلغاريا بالتنازل عن دبروجة الجنوبية، ومعظم مقدونيا (بما يشمل المنطقة غير المتنازع عليها التي مُنحت مسبقًا إلى بلغاريا بموجب اتفاقية عام 1912 بين بلغاريا وصربيا)، وبلدة كافالا.

## معرض صور

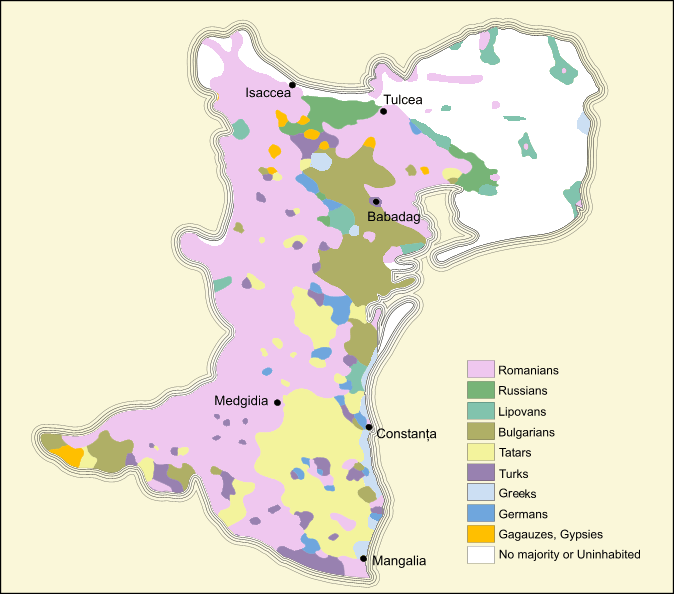
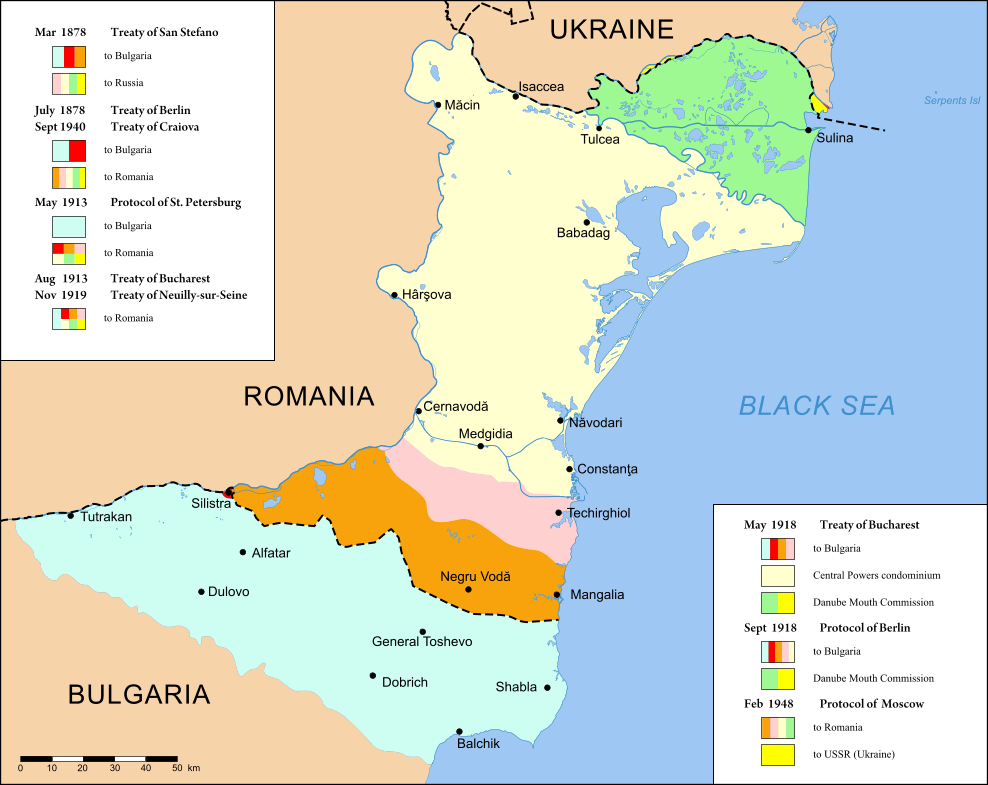
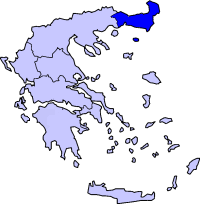